# Miles Walker
Sir Miles Walker (ur. 1940) – polityk wyspy Man. Pierwszy premier (szef ministrów) tego terytorium od grudnia 1986 do 3 grudnia 1996; od 1979 do 1996 minister różnych resortów; bezpartyjny.